# Le Cirque de Mickey
Pour plus de détails, voir Fiche technique et Distribution.
Le Cirque de Mickey (Mickey's Circus) est un dessin animé de Mickey Mouse produit par Walt Disney pour United Artists et sorti le 1er août 1936.

## Synopsis
Au cirque de Mickey, c'est la journée gratuite pour les orphelins, une armée de souriceaux se précipite vers le barnum. Ils sont armés de lance-pierres, affublés de ballons et de confiserie. Mickey en Monsieur Loyal annonce l'arrivée du Capitaine Donald avec ses otaries. Après le numéro de jonglage, le vaillant canard dompteur se doit de nourrier les trois otaries adultes et le petit mais ce n'est pas facile. S'ensuit un numéro de musique, une otarie adulte devant jouer mais c'est le petit qui excelle dans l'art musical. L'adulte ne souhaite pas jouer sans récompense. Après avoir piqué la panier de poissons, la petite otarie se cache dans un canon, suivie par Donald. Mickey prévient que c'est dangereux. Mais les orphelins sont de la partie, ils font sortir l'otarie, poussent Mickey dans le canon, le lèvent et allument la mèche. Mickey et Donald font alors, en avance le numéro de l'homme-canon. Mickey se retrouve sur le fil du funambule avec un baton tandis que Donald est dans le panier pendu au bout d'un crochet. Il rit de Mickey mais tombe et se retrouve à faire du vélo sur le même fil que Mickey. Les orphelins déposent de l'huile sur le fil, renvoyant Donald de l'autre côté de la corde. Les chenapans envoient un tonneau, qui se fracasse sur Mickey. Ensuite ils électrisent le fil, électrocutant Donald et Mickey. La corde se casse et les deux vaillants artistes se retrouvent à plonger dans le bassin des otaries amenées par quelques orphelins. La petite otarie lance un poisson à Donald pour le faire taire mais les otaries adultes se précipent sur lui.

## Fiche technique
- Titre original : Mickey's Circus
- Autres Titres[1] :
  - Allemagne : Mickys Zirkus
  - Argentine : El Circo de Mickey
  - États-Unis : Flying Trapeze (version en 8 mm)
  - Finlande : Alppikiipeilijät
  - France : Le Cirque de Mickey
  - Suède : Mickey cirkus, Musse Piggs cirkus
- Série : Mickey Mouse
- Réalisateur : Ben Sharpsteen
- Animateur : Milt Kahl, Frank Thomas
- Voix : Walt Disney (Mickey), Clarence Nash (Donald)
- Producteur : Walt Disney, John Sutherland
- Distributeur : United Artists
- Date de sortie : 1er août 1936[2]
- Format d'image : Couleur (Technicolor)
- Son : Mono RCA Photophone
- Durée : 8 min
- Langue : (en)
- Pays :  États-Unis

## Voix françaises
- Jean-Paul Audrain : Mickey Mouse
- Sylvain Caruso : Donald Duck

## Commentaires
Ce film reprend des thèmes récurrents des Mickey Mouse : les orphelins et les otaries.